# Bahnhof Adorf (Vogtl)
Der Bahnhof Adorf (Vogtl) ist der Bahnhof von Adorf/Vogtl. in Sachsen. Der Bahnknotenpunkt hat nur lokale Bedeutung. Einzig die Bahnstrecke Plauen–Cheb wird noch von planmäßigen Zügen befahren, die Bahnstrecke in Richtung Chemnitz ist zwar noch nicht stillgelegt, dient aber nur noch Umleiterzügen; planmäßiger Personenverkehr findet nicht mehr statt. Die Bahnstrecke in Richtung Aš sowie die Bahnstrecke Siebenbrunn–Erlbach, deren Züge bis Adorf durchgebunden wurden, sind heute beide stillgelegt.

## Geschichte

### Name
Der Bahnhof trug in seiner Geschichte bereits drei unterschiedliche Bahnhofsnamen, im Einzelnen waren dies:
- bis 30. April 1909: Bahnhof Adorf
- bis 30. Juni 1911: Bahnhof Adorf i. V.
- seit 1. Juli 1911: Bahnhof Adorf (Vogtl)

### Betrieb
Am 1. November 1865 erhielt Adorf mit der Eröffnung der Strecke von Herlasgrün über Oelsnitz und Adorf bis nach Eger (heute Cheb) durch die Voigtländische Staatseisenbahn einen Eisenbahnanschluss. Der neueröffnete Durchgangsbahnhof glich weitestgehend dem Bahnhof Falkenstein, aber bereits 1871 musste der Bahnhof Adorf wegen des zweigleisigen Ausbaus der Strecke Plauen–Eger bis Adorf erstmals erweitert werden.
Der Durchgangsbahnhof wurde mit der Eröffnung der Gesamtstrecke Chemnitz–Adorf durch die Chemnitz-Aue-Adorfer Eisenbahn-Gesellschaft (CAAE) am 15. November 1875 zum Trennungsbahnhof, allerdings endete die Strecke der CAAE in einem eigenen Kopfbahnhof, welcher nur durch eine Weichenverbindung mit der Staatsbahn verbunden war. Die Gleise der CAAE endeten an einer Drehscheibe vor der Stirnseite das Empfangsgebäudes. Nach der Verstaatlichung der CAAE 1876 wurde der Bahnhof Adorf erneut ausgebaut. 1880 erhielt dann Adorf ein eigenes Heizhaus.
Aufgrund der Lage der Drehscheibe am Ende des Streckengleises aus Richtung Aue kam es hin und wieder zu Unfällen, eine Lokomotive durchfuhr am 6. Januar 1900 dabei sogar die Giebelwand des Empfangsgebäudes.
Mit der Erweiterung Bahnstrecke Asch–Roßbach durch die k.k. Staatsbahnen nach Adorf 1905 fanden kaum Veränderungen statt. Zuvor war mit der Bahngesellschaft ein Vertrag abgeschlossen wurden, die k.k. Staatsbahnen bekamen zwei bisherige Güterzuggleise übertragen, durften die restlichen Gleisanlagen der Königlich Sächsischen Staatseisenbahnen gegen Bezahlung mitnutzen und errichteten einen Wasserkran und eine Wartehalle. Die Streckenverlängerung von Roßbach wurde 1906 eröffnet.

Bahnhof nach dem Bahnhofsumbau

Im Zusammenhang mit dem zweigleisigen Ausbau des Streckenabschnitts Adorf–Siebenbrunn, da von dort die Bahnstrecke Siebenbrunn–Markneukirchen geplant war, begannen erneut umfassende Umbauarbeiten. Aus diesem Grund wurde in Adorf von 1905 bis 1912 ein Eisenbahn-Neubauamt eingerichtet. Wesentliche Punkte des Umbaus waren:
- Höherlegung des südlichen Bahnhofendes um dreieinhalb Meter um einen Bahnübergang zu beseitigen
- Abriss der bisherigen Lokbehandlungsanlage und Neubau am Kaltenbach (Streckenkilometer 31,86 der Bahnstrecke Plauen–Eger)
- Erweiterung des Güterbahnhofs sowie die Errichtung eines Ablaufberges
- Bau von zwei Inselbahnsteigen, insgesamt waren dann sechs Bahnsteiggleise vorhanden
- Errichtung eines neuen Empfangsgebäudes
- Errichtung einer Befehlsstelle im Empfangsgebäude und zwei neuer Stellwerke mit sächsischem halbautomatischem Bahnhofsblock, von denen alle Weichen fernbedient werden konnten

1912 waren dann im 1,6 Kilometer langen Bahnhof 45 Weichen, acht doppelte Kreuzungsweichen und eine Kreuzung vorhanden. Bereits 1909 war eine aus dem Bahnhofsgelände abzweigende Anschlussbahn eingerichtet worden, welche bis 1967 bedient wurde.
Den Zweiten Weltkrieg überstand der Bahnhof weitgehend unbeschädigt, lediglich Tieffliegerbeschuss verursachte geringen Schaden. Nach dem Krieg wurde das zweite Gleis der Bahnstrecken als Reparationsleistung abgebaut, damit waren auch viele Gleisverbindungen innerhalb des Bahnhofs überflüssig und wurden mit entfernt. Der am Ende des Zweiten Weltkriegs unterbrochene Verkehr nach Roßbach wurde nicht wieder aufgenommen und die Strecke bis Roßbach zwischen 1946 und 1951 ebenfalls abgebaut. Erst 1979 sollte das zweite Streckengleis der Strecke Plauen–Cheb zwischen Pirk und Adorf wiederaufgebaut werden.

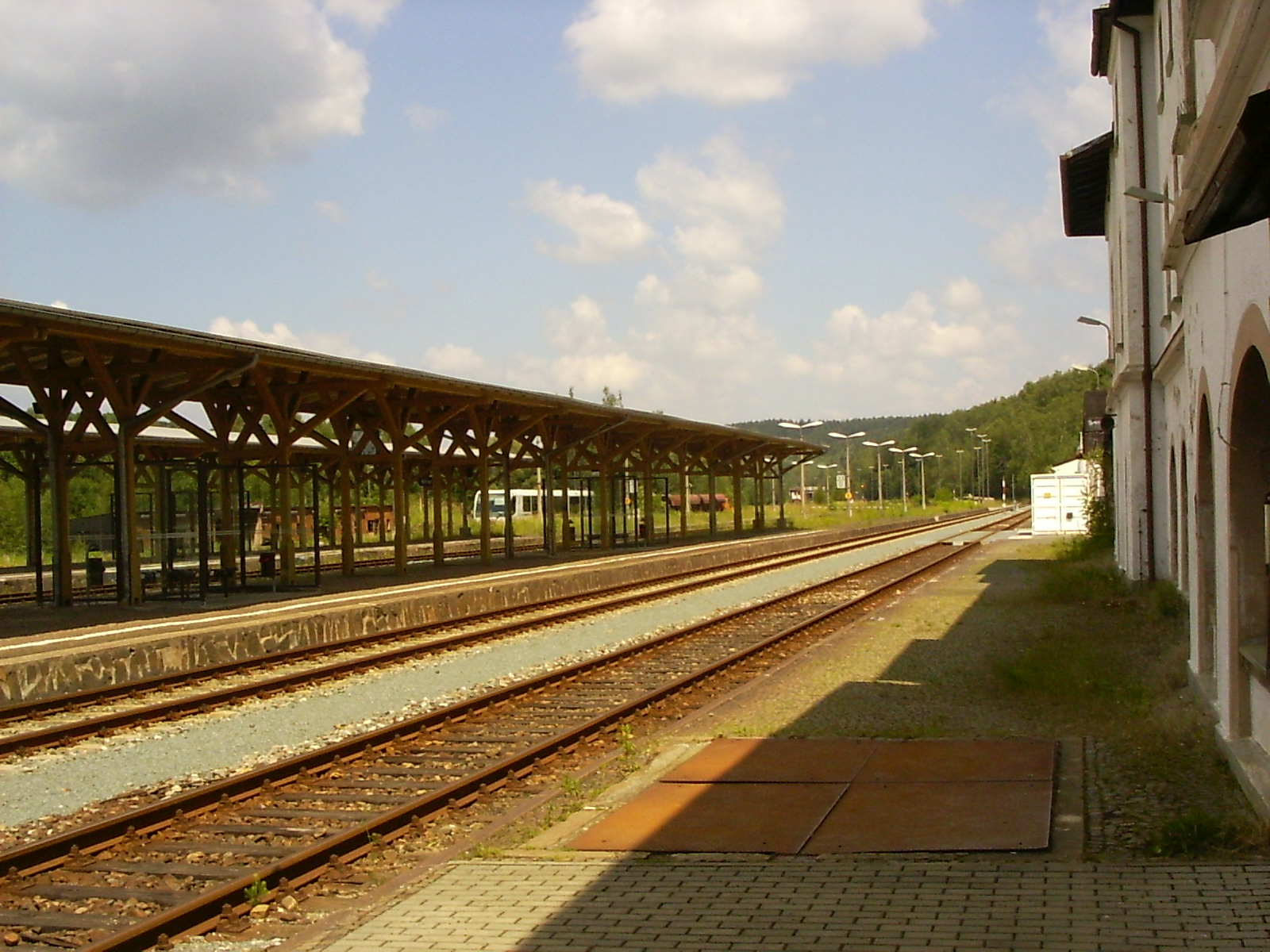
Mittelbahnsteig (Blick in Richtung Plauen)

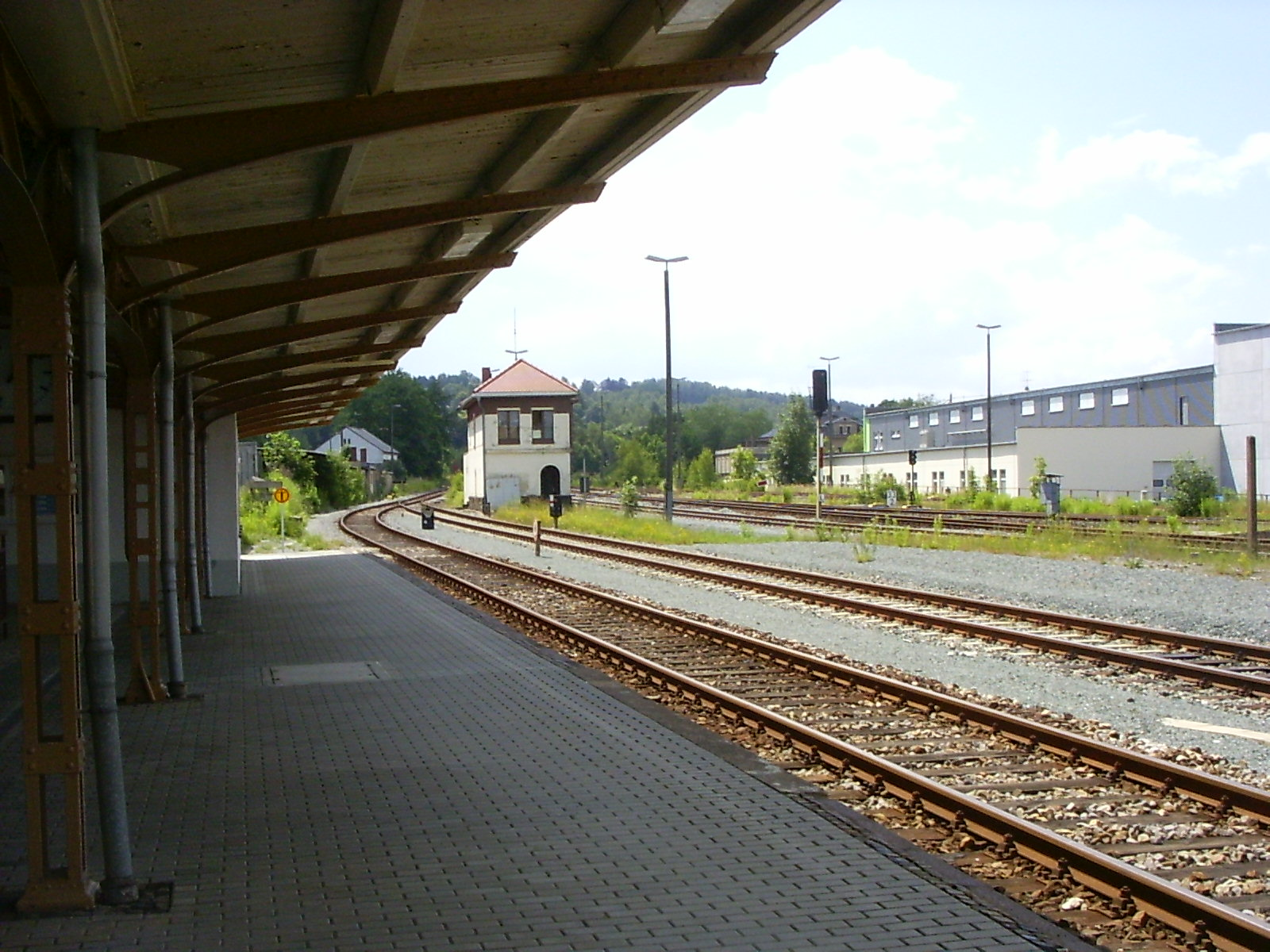
Stellwerk 2 im Bahnhof Adorf

1990 bestand der Bahnhof aus 54 Weichen, zwei einfachen Kreuzungsweichen und einer Kreuzung.
Am 4. Mai 2009 ging ein elektronisches Stellwerk des Herstellers Siemens in Betrieb und ersetzte die bisherigen Sicherungsanlagen. Die Stellwerke 1 und 2 wurden noch im selben Monat abgebrochen. Auf dem Nordkopf wurde trotz der Zweigleisigkeit kein Einfahrsignal am Gegengleis aufgestellt.
Im November 2012 wurde das alte Empfangsgebäude von 1865, welches in den letzten zwei Jahrzehnten dem Verfall preisgegeben war, abgerissen. Das benachbarte Empfangsgebäude von 1912 blieb jedoch bislang vom Abriss verschont.

### Bahnbetriebswerk Adorf
Das Bahnbetriebswerk Adorf entstand aus der Lokstation Adorf, welche nach dem Bau eines sechsständigen Heizhauses von 1877 bis 1880 eingerichtet wurde. Zuvor besaß lediglich die Haltestelle Adorf der CAAE ein zweiständiges Heizhaus.
Bereits nach der Verstaatlichung der CAAE war die Errichtung eines Heizhauses im Adorfer Bahnhof angedacht, aus Kostengründen wurde die Planung aber verworfen. Vier Jahre später wurde dann in unmittelbarer Nähe des Empfangsgebäudes ein Heizhaus errichtet. Wegen der beengten Verhältnisse musste es lang und schmal ausgeführt werden, auf den nur zwei Gleisen hatten insgesamt sechs Lokomotiven Platz, auch wurden eine Wasserstation, eine Werkstatt und ein Kohleschuppen errichtet. Da die Anlagen in unmittelbarer Stadtnähe lagen, gab es zahlreiche Beschwerden der Bevölkerung wegen Rauchbelästigung.
Da die Anlagen wegen Platzmangel nicht erweitert werden konnten, wurde im Zuge des Bahnhofumbaus 1905 bis 1912 außerhalb des Bahnhofsgeländes am Kaltenbach bei Streckenkilometer 31,86 der Bahnstrecke Plauen–Eger (vom Bahnhof Adorf in Richtung Plauen/Roßbach gelegen) ab März 1906 neue Anlagen errichtet. Die Arbeiten konnten im Juni 1909 beendet werden, gebaut worden waren ein fünfzehnständiges Halbrundlokschuppen mit einer 20 m-Drehscheibe und ein Verwaltungsgebäude.
Von 1928 bis 1933 wurden die Anlagen nochmals vergrößert. Es entstanden zwei neue Schuppengleise, die Werkstatt wurde erweitert sowie Arbeitserleichterungen – Bau einer Achssenke, Verbesserung der sanitären Einrichtungen, Bau eines Kohlenkranes – für das Personal geschaffen.
1948/49 sollte des Bahnbetriebswerk bereits wegen verlängerter Lokumlaufpläne aufgelöst werden, der Plan wurde aber nicht realisiert. Das Bahnbetriebswerk Adorf wurde am 30. Juni 1969 als eigenständige Dienststelle aufgelöst und als Triebfahrzeugeinsatzstelle dem Bahnbetriebswerk Reichenbach angegliedert. Die Triebfahrzeugeinsatzstelle wurde am 30. November 1992 in eine reine Personaleinsatzstelle umgewandelt, die 1997 endgültig geschlossen wurde.
Die Anlagen mit dem zwölfständigen Ringlokschuppen befinden sich seitdem im Besitz des Vogtländische Eisenbahnverein Adorf und beheimaten einige interessante Fahrzeuge, wie die 86 607, die einzig nachweisbar noch existierende ELNA 1 und einen zur musealen Aufarbeitung vorgesehenen Zug aus ehemaligen zwei- und dreiachsigen DR-Rekowagen.
Außerdem ist mit Bahnnostalgie Vogtland ein privater Betreiber mehrerer ehemaliger DR-Leichtverbrennungstriebwagen aller Bauarten ansässig, die regelmäßig von Adorf aus für historischer Verkehre eingesetzt werden.
Das ehemalige Bw Adorf kann an regulären Schautagen besichtigt werden.

#### Lokomotiveinsatz
Anfangs wurden die Gattungen H VII, H IIIb T, H V T und IV T in Adorf stationiert. Vor dem Ersten Weltkrieg wurden diese noch um die Gattungen V V, I V, XI HV, XI H, XI HV, XII H2 (spätere Baureihe 38.2–3) sowie XI HT (Baureihe 94.19–21) ergänzt. Nach dem Ersten Weltkrieg kam erstmals die Gattungen XIII H (Baureihe 58.4) im Güterzugdienst zum Einsatz.
Waren bis Ende der 1920er Jahre fast ausschließlich Lokomotiven der Königlich Sächsischen Staatseisenbahnen eingesetzt, so kamen nun vereinzelt andere Fahrzeuge dazu. Die sächsischen Länderbahnlokomotiven blieben aber mindestens bis 1965 im Bestand. Nur kurzzeitig wurden von Adorf Lokomotiven der Reihe 75.5 eingesetzt, als Ersatz erhielt man Ende der 1920er Jahre mehrere fabrikneue Exemplare der Baureihe 86. Die Baureihe 38.2–3 wurde um gleich einsetzbare Fahrzeuge der Baureihe 38.10–40 ergänzt. Auch kamen zahlreiche Lokomotiven der mit den ursprünglich sächsischen der Reihe 58.4 baugleichen Baureihe 58.10–21 ins Vogtland.
Im Zweiten Weltkrieg waren in Adorf einige Loks der Baureihe 50 stationiert, die aber noch vor Kriegsende durch die Baureihe 52 ersetzt wurden. Bei Kriegsende waren im Bahnbetriebswerk Lokomotiven der Baureihen 38.2–3, 52, 58, 75.5, 86 und 94.19–21 vorhanden. Hinzu kamen einzelne Lokomotiven der Baureihen 53, 54.15–17, 91 und 56.34–35, die aber bald nach Kriegsende ausgemustert oder an andere Dienststellen abgegeben wurden. Die Schlepptenderlokomotiven wurden ebenfalls abgegeben, stattdessen erhielt Adorf weitere Tenderlokomotiven der Baureihen 75.5 und 86.
Mit Einsetzen des Uranbergbaus erhielt Adorf wieder Lokomotiven der Baureihe 58.4, die fortan auch Schnellzüge – unter anderem den Karlex – sowie überschwere Güterzüge bespannten. Hinzu kam ab Mitte der 1950er Jahre die Baureihe 50.
1968 wurde mit der Baureihe V 200 erstmals Diesellokomotiven in Adorf stationiert, der Traktionswandel war 1971 abgeschlossen. Seitdem kamen bis zur Schließung der Triebfahrzeugeinsatzstelle ausschließlich Dieselfahrzeuge zum Einsatz.
Neben Lokomotiven der Reihe 106 wurden von Adorf auch die Baureihen 118 und 130 bis 132 eingesetzt.